# Better days
「better days feat.加藤ミリヤ，田中ロウマ」は、日本の歌手童子-Tの8枚目のシングルである。2006年2月15日発売。発売元はユニバーサルミュージック。

## 概要
- 本作でシングルでは初のオリコントップ30入り。
- 加藤ミリヤのシングル「My Girl feat.COLOR」及びアルバム『TOKYO STAR』には別バージョンの「Better days -sweet love side-」が収録されている。
- 田中ロウマのシングル「Not Alone」には別バージョンの「better days～through my eyes～」が収録されている。
- PV監督は青山賢治。青谷優衣が出演。
- Beat Buddy Boiの1stミニアルバム『JUICEBOX』で「better days feat.當山みれい」としてカバーされており、サウンドプロデュースを童子-Tが手掛けている。

## 収録曲
1. better days feat.加藤ミリヤ，田中ロウマ[4:40]
作詞：童子-T・Miliyah／作曲：童子-T・Shingo.S／編曲：Shingo.S
2. 世界はおまえの手に (trio version)[3:13]
作詞：M.TAKESUE／作曲：813／編曲：Shingo.S
3. better days feat.加藤ミリヤ、田中ロウマ -Instrumental-[4:40]
4. 世界はおまえの手に (trio version) -Instrumental-[3:12]

## 収録アルバム
- ベスト『WARABEST〜THE BEST OF 童子-T〜』（2006年3月22日）
- DJ KAORI『DJ KAORI'S JMIX』（2007年10月24日）
- コンセプト『12 Love Stories』（2008年9月24日）